# Pandekták
A pandekták (vagy digeszták, azaz „válogatások”, latinul: Digesta seu Pandectae) I. Iustinianus korától, pontosabban 533-tól a római jog részét képezik. A pandecta szó jelentése: „mindent magába foglaló”, ennek ellenére tematikája szinte kizárólag a magánjog. Ennek azonban rögtön alapvető forrásaivá lettek, hiszen Iustinianus a hatályba lépéssel egyidőben megtiltotta a bármilyen más jogforrásra hivatkozást. A korábban élt nagy jogtudósok műveinek kompilációja, egészen az i. e. 2–3. századtól kezdődően vettek fel a válogatásba nagy nevű jogászokat.
A művek eredetileg szerzőik magánvéleményét tükrözték, de a jogalkalmazásban olyan tekintélyre tettek szert, hogy a Corpus Iuris Civilis részeként gyakorlatilag törvényként alkalmazták ezeket. A szövegeket Tribonianus quaestor szerkesztette. A pandekták válogatási szempontjai nem teljesen világosak. Egyfajta szerkezet mégis felismerhető benne, a pandektajog a későbbiekben is az ebben alkalmazott tematikai tagolást követte: általános rész, dologi jog, kötelmi jog, családjog, öröklési jog. A válogatás összesen 39 szerző műveit tartalmazza ötven könyvben, de a szövegek fele Domitius Ulpianus és Julius Paulus művei.
A pandekták dogmatikai szempontból tárgyalják a Corpus Iuris tartalmán alapuló s ezen az alapon rendszeresen kidolgozott általános magánjogtant. Róma állami és társadalmi szervezetével, a jog forrásainak és intézményeinek eredetével, koronkénti alakulásával, változásával, hatásaival, feldolgozásával és kritikájával a római jogtörténet foglalkozik.
A pandekták főleg a 907-ben keletkező Littera Florentina című, pergamenre írt dokumentumban maradtak fenn. A Pandekták európai elterjesztésében a másik fontos dokumentum az Irnerius által használt és kiegészített bolognai gyűjtemény volt.
A 16. században a Német-római Birodalomban kialakult a pandektajog („pandektisztika”), amely a pandektákra támaszkodva szabályozta a magánjogot. Ez volt „a pandekták modern gyakorlata” (usus modernus Pandectarum).
A pandekta egy irodalmi műfaj megnevezésévé is vált, amely mindenféle tárgyú írások gyűjteményes kiadását jelenti. Ma már a pandekta szót az irodalmi műfajra, a pandektisztika kifejezést pedig a jogtudományi irányzatra alkalmazzuk.